# Gamboa (serie de televisión peruana)
Gamboa  es una serie de televisión peruana creada por Luis Llosa emitida por Panamericana Televisión entre 1983 y 1986. Protagonizada por Eduardo Cesti como el mayor "Edgard Gamboa" de la Policía de Investigaciones del Perú (PIP) de la ciudad de Lima. 

## Argumento
La serie transcurre en la ciudad de Lima y gira alrededor del mayor Gamboa (Eduardo Cesti), un policía que se encargaba de resolver casos policiales violentos que era muy eficaz en la resolución de los acontecimientos que se le plantean. Su jefe era el general Peralta interpretado por Jorge Rodríguez Paz. Entre sus acompañantes están el alférez Maldonado (Jorge García Bustamante), que más tarde sería trasladado a otra dependencia policial y su cargo sería tomado por el alférez Reategui (Antonio Arrué).
Participan además los oficiales encubiertos Campos (Ramón García), La Rata Murgia (Victor Prada), El Chacal (Javier Ribal), y Dandy (Alfredo Álvarez Calderón), todos como soporte de Gamboa.

## Producción
La serie creada por Luis Llosa tenía la idea de formar una unidad de policías y recibió el apoyo de la Policía de Investigaciones del Perú que instruyó a los actores sobre el manejo de armas y tácticas de investigación.
La primera temporada (1983) tuvo capítulos de hora y media de duración, mientras que para la segunda temporada (1984) se redujeron a una hora de duración. Esta temporada terminó con un vibrante episodio doble, en donde Gamboa desenmascara una complicada red de corrupción policial y renuncia a su cargo. Tras esta temporada hubo grandes cambios en el elenco, pues abandonaron la serie Jorge García Bustamante, Ramón García y Jorge Rodríguez Paz.
Debido a modificaciones en la programación de Panamericana Televisión en 1985, recién en 1986 se estrenó la tercera temporada, con episodios diarios, esta vez con Gamboa resolviendo casos como detective privado.